# Dwight Waldo
Dwight Waldo (De Witt (Nebraska), 28 september 1913 – 27 oktober 2000) was een Amerikaanse politicoloog die een grote invloed heeft uitgeoefend op de ontwikkeling van de bestuurskunde. Zijn bekendste werk is het in 1948 verschenen The administrative State, een bewerking van zijn proefschrift.